# Suka Rami (Seluma Selatan)
Suka Rami is een bestuurslaag in het regentschap Seluma van de provincie Bengkulu, Indonesië. Suka Rami telt 457 inwoners (volkstelling 2010).